# 영춘화
영춘화(迎春花, Jasminum nudiflorum)는 중국 원산이며 한국 중부 이남에서는 관상용으로 심는 낙엽관목이다. 가지가 많이 갈라져서 옆으로 퍼지고 땅에 닿은 곳에서 뿌리가 내리며 능선이 있고 녹색이다. 잎은 마주나고 3-5개의 작은잎으로 된 우상복엽이며 작은잎은 가장자리가 밋밋하다. 꽃은 이른봄 잎보다 먼저 피고 황색이며 각 마디에 마주달린다.

## 이름
봄을 맞이하는 꽃이라는 뜻에서 영춘화라고 하는데, 일본에서는 매화처럼 꽃이 빨리 핀다고 황매라고 부른다. 서양에서는 겨울 자스민이라고 부른다.

## 쓰임새
정원의 관상수로 많이 사용되며, 고속도로 경사면에 심으면 무성하게 보인다.
11월에 맺히는 빨간색 열매는 한방에서 약으로 쓰인다.

## 문화
중국에서는 매화, 수선화, 산다화와 함께 설중사우라 불렀다.